# 敷田年治
敷田 年治（しきだ としはる、1817年9月1日（文化14年7月20日）- 1902年（明治35年）1月30日）は、江戸時代末期（幕末）から明治時代に活動した国学者である。本姓は宮本、後に吉松に改姓。名は仲治。号は百園、百桃園等がある。通称は伊勢守もしくは主計之介。

## 経歴・人物
豊前の宇佐郡敷田村（現・大分県宇佐市）にある二葉山神社の禰宜であった宮本兼継の次男として生まれる。1839年（天保10年）には同郡四日市町にある蛭子神社の禰宜一家であった吉松家の養子となり、後に帆足万里や渡辺綱章らから国学や漢学を学んだ。1846年（弘化2年）には従五位下に叙せられたことにより、出生地の姓を名乗る事が許され敷田姓に改姓する。その後は諸国を訪問し、1863年（文久3年）には江戸に出て和学講談所で教鞭を執りつつ王政復古を主張した。
明治維新直後は大阪に在住し、佐土原藩の藩主だった島津忠寛に仕え、同藩が経営する国学教習所の教師を務める。1871年（明治4年）には河内で隠居するためその職を辞め、1881年（明治14年）には伊勢で神宮皇学館（現・皇學館大学）の設立に携わり、翌1882年（明治15年）にはその教頭も務めた。その後は多くの職を経て大阪に戻り、同地で執筆活動に尽力する傍ら堀江で私塾「百園塾」を開講し、多くの門人の育成に尽力した。
墓所は阿倍野墓地。

## 主な著作物
51種類の幅広いジャンルの著書が残されているとされている。

### 主著
- 『古事記標註』
- 『日本記標註』

### その他の著書
- 『音韻啓蒙』